# Charlie Davis (baloncestista)
Charles Lawrence "Charlie" Davis (Nueva York, 7 de septiembre de 1949) es un exjugador de baloncesto estadounidense que disputó tres temporadas en la NBA. Con 1,88 metros de estatura, jugaba en la posición de base.

## Trayectoria deportiva

### Universidad
Jugó durante tres temporadas con los Demon Deacons de la Universidad de Wake Forest, en las que promedió 24,9 puntos y 4,8 rebotes por partido. En la actualidad mantiene tres importantes récords de su universidad, el de promedio de anotación en una carrera, el de porcentaje de tiros libres, con un 87,3% y el de mejor anotación en un partido, con los 51 puntos conseguidos ante American University en 1969. Fue elegido en sus tres temporadas en el mejor quinteto de la Atlantic Coast Conference, y como Jugador del Año en 1971, siendo el primer jugador afroamericano en recibirlo.

### Profesional
Fue elegido en el puesto 120 del Draft de la NBA de 1971 por Cleveland Cavaliers, y también por los New York Nets en la segunda ronda del Draft de la ABA, fichando por los primeros.
En su primera temporada en el equipo, jugando como suplente de Butch Beard, promedió 9,8 puntos y 2,0 asistencias por partido. Con la temporada 1972-73 ya comenzada, fue traspasado a Portland Trail Blazers a cambio de dinero y una futura tercera ronda del draft del 74. Allí actuó como sexto hombre, acabando la temporada regular con 8,9 puntos y 2,5 asistencias por partido. Fue despedido poco después del comienzo de la temporada siguiente, abandonando el balocnesto profesional.

## Estadísticas de su carrera en la NBA

### Temporada regular
| Temporada | Edad | Equipo                 | Liga | P   | TIT | MIN  | TC  | TCA | %TC  | 3P | 3PA | %3P | TL  | TLA | %TL  | R.OF. | R.DEF. | REB | ASIS | ROB | TAP | PER | FP  | PTS |
| 1971-72   | 22   | Cleveland Cavaliers    | NBA  | 61  |     | 18.8 | 3.8 | 9.3 | .402 |    |     |     | 2.3 | 2.8 | .840 |       |        | 1.5 | 2.0  |     |     |     | 2.3 | 9.8 |
| 1972-73   | 23   | TOTAL                  | NBA  | 75  |     | 18.9 | 3.5 | 8.4 | .417 |    |     |     | 1.7 | 2.2 | .774 |       |        | 1.5 | 2.5  |     |     |     | 2.6 | 8.7 |
| 1972-73   | 23   | Cleveland Cavaliers    | NBA  | 6   |     | 14.3 | 3.3 | 6.8 | .488 |    |     |     | 0.7 | 1.2 | .571 |       |        | 0.8 | 1.7  |     |     |     | 3.3 | 7.3 |
| 1972-73   | 23   | Portland Trail Blazers | NBA  | 69  |     | 19.3 | 3.5 | 8.6 | .412 |    |     |     | 1.8 | 2.3 | .783 |       |        | 1.6 | 2.5  |     |     |     | 2.5 | 8.9 |
| 1973-74   | 24   | Portland Trail Blazers | NBA  | 8   |     | 11.3 | 1.8 | 5.0 | .350 |    |     |     | 0.4 | 0.5 | .750 | 0.3   | 1.1    | 1.4 | 1.4  | 0.3 | 0.0 |     | 0.9 | 3.9 |
| Total     |      |                        | NBA  | 144 |     | 18.4 | 3.5 | 8.6 | .408 |    |     |     | 1.9 | 2.4 | .806 | 0.3   | 1.1    | 1.5 | 2.2  | 0.3 | 0.0 |     | 2.4 | 8.9 |